# Gretchen Bleiler
Gretchen Bleiler (Toledo, 10 de abril de 1981) es una deportista estadounidense que compitió en snowboard, especialista en la prueba de halfpipe.
Participó en dos Juegos Olímpicos de Invierno, en la prueba de halfpipe, obteniendo una medalla de plata en Turín 2006 y el undécimo lugar en Vancouver 2010.
Adicionalmente, consiguió cinco medallas en los X Games de Invierno.

## Medallero internacional
| Juegos Olímpicos | Juegos Olímpicos | Juegos Olímpicos | Juegos Olímpicos |
| Año              | Lugar            | Medalla          | Prueba           |
| ---------------- | ---------------- | ---------------- | ---------------- |
| 2006             | Turín (Italia)   | Medalla de plata | Halfpipe         |

| X Games de Invierno | X Games de Invierno    | X Games de Invierno | X Games de Invierno |
| Año                 | Lugar                  | Medalla             | Prueba              |
| ------------------- | ---------------------- | ------------------- | ------------------- |
| 2003                | Aspen (Estados Unidos) | Medalla de oro      | Superpipe           |
| 2005                | Aspen (Estados Unidos) | Medalla de oro      | Superpipe           |
| 2007                | Aspen (Estados Unidos) | Medalla de plata    | Superpipe           |
| 2008                | Aspen (Estados Unidos) | Medalla de oro      | Superpipe           |
| 2010                | Aspen (Estados Unidos) | Medalla de oro      | Superpipe           |